# There's a Kind of Hush
Singles de Herman's Hermits
East West
(1966) Don't Go Out into the Rain (You're Going to Melt)
(1967)
Singles de The Carpenters
Solitaire
(1975) I Need to Be in Love
(1976)
There's a Kind of Hush est une chanson rendue célèbre par les Herman's Hermits en 1967 et ressuscitée par les Carpenters en 1976.
Cette chanson a été écrite par Geoff Stephens et Les Reed et originellement sortie en 1966 par le New Vaudeville Band, le groupe de Geoff Stevens, sur l'album Winchester Cathedral (1966). Dans la même année, elle a été reprise par Gary and the Hornets, qui l'ont sortie en single.

## Version des Herman's Hermits
La version des Herman's Hermits est sortie en single au début de 1967. C'était aussi la chanson-titre de leur album There's a Kind of Hush All Over the World qui allait sortir en mars de la même année.
Cette version a atteint la 4e place du Billboard Hot 100 (pour deux semaines, celles du 25 mars et du 1er avril),,.

## Version des Carpenters
La version des Carpenters, intitulée There's a Kind of Hush (All Over the World), est sortie en février 1976 comme le premier single de leur prochain album A Kind of Hush.
Cette version a atteint la 12e place aux États-Unis (dans le Billboard Hot 100, pour la semaine du 24 avril). Elle est également atteint la 1re place du classement Easy Listening du même magazine musical.

## Qu'est-ce que tu deviens par Claude François
Claude François interprète Qu'est-ce que tu deviens en 1966. Il s'agit de l'adaptation de François et Vline Buggy de There's a Kind of Hush des New Vaudeville Band en 1966,. Axelle Renoir reprend Qu'est-ce que tu deviens sur l'album hommage à Claude François intitulé Claude François, autrement dit.

## Donne-moi ta bouche en français
En 1967 au Québec, le chanteur Pierre Lalonde la reprend en français sous le titre Donne-moi ta bouche, elle sera ensuite reprise au fil des années par Daniel Bélanger, Gilles Brown, Marthe Fleurant, Yves Martin, Charles Prévost-Linton et Les Standardistes.